# 翁贝托·特里帕
翁贝托·特里帕（義大利語：Umberto Trippa，1931年4月6日—2015年12月18日），意大利男子摔跤运动员。他曾代表意大利参加世界摔跤锦标赛，获得一枚银牌。他也曾参加1952年、1956年和1960年夏季奥林匹克运动会。